# Doral

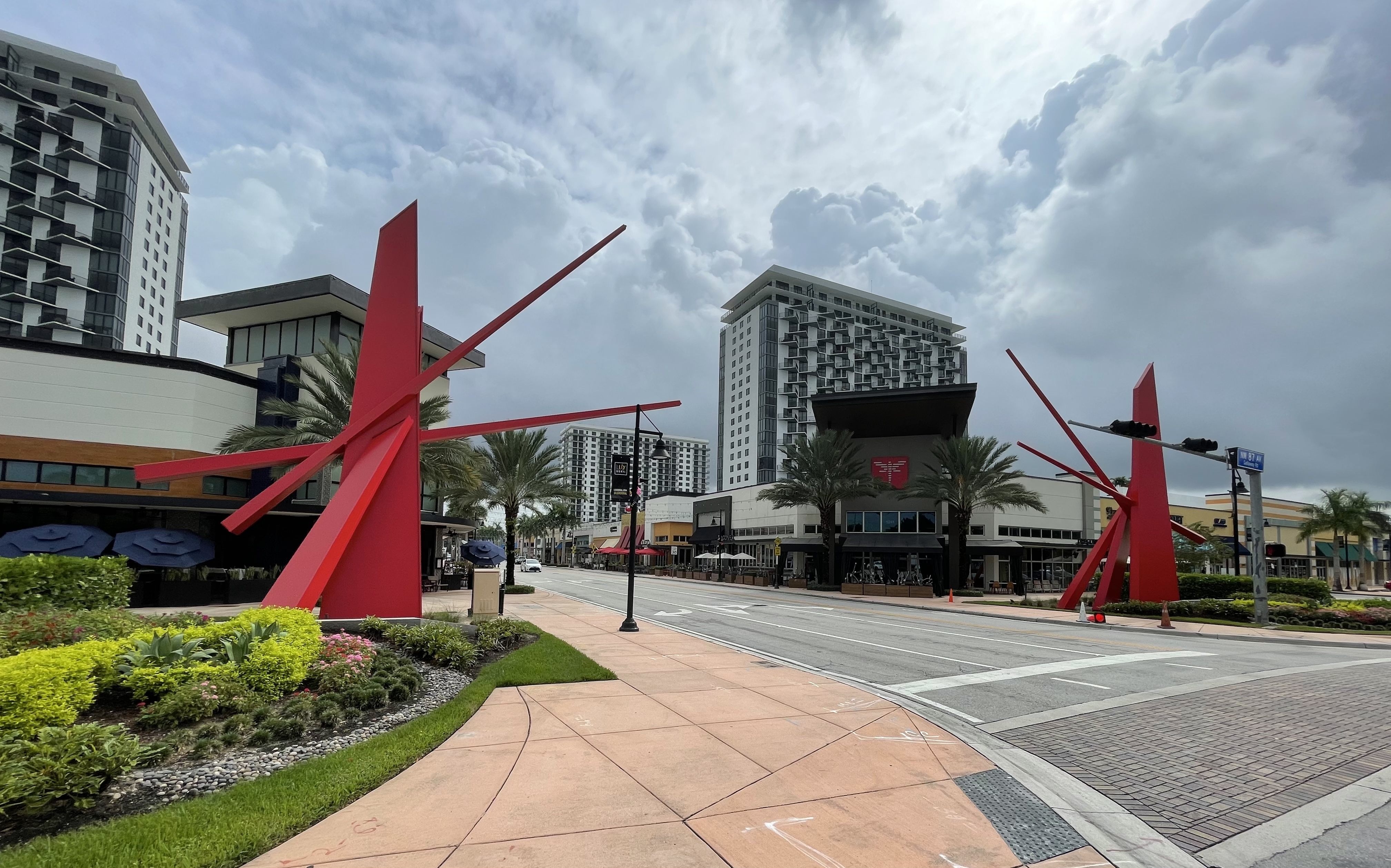
Downtown Doral, Florida.

Doral es una ciudad ubicada en el condado de Miami-Dade en Florida, Estados Unidos. Una de las treinta y cuatro municipalidades en el condado, se localiza a solo una milla (1.6 km) del Aeropuerto Internacional de Miami y siete millas (11.2 km) de Downtown Miami. En el Censo de 2010 tenía una población de 45.704 habitantes y una densidad poblacional de 1.161,02 personas por km².
La Ciudad de Doral ocupa un área de 15 millas cuadradas (38.8 km²), y limita al oeste con la autopista de peaje, al norte con Medley, al este con Palmetto Expressway y al sur con la Ciudad de Sweetwater.
Doral ha operado con un gobierno tipo council-manager desde su incorporación. La creación de nuevas leyes y la autoridad legislativa recaen en un Consejo de Gobierno que consiste en el alcalde y otros cuatro miembros del consejo. El consejo es responsable, entre otras cosas, de pasar ordenanzas y resoluciones, adoptar un presupuesto anual, nombrar un administrador de la Ciudad, un secretario y un procurador. El administrador es responsable de llevar a cabo las políticas y ordenanzas del Consejo, de vigilar las operaciones diarias del gobierno y de nombrar a los jefes de los distintos departamentos. 
Para una ciudad de su tamaño, Doral cuenta con un gran número de tiendas, instituciones financieras y negocios, especialmente importadores y exportadores, principalmente por su proximidad con el aeropuerto. En 2008, Fortune Small Business y CNN Money colocaron a Doral en el puesto 51 de 100 ciudades con la mejor mezcla de negocios y ventajas para un modo de vida favorable.

## Historia
Los inicios de la ciudad se remontan al año 1950, cuando los ejecutivos de bienes raíces Doris y Alfred Kaskel compraron 2 mil 400 hectáreas entre la Calle 36 del NW y la Calle 74 del NW, y desde la Avenida 79 del NW hasta la Avenida 117 del NW, con el fin de construir un campo de golf y un hotel; proyecto que cristalizaron en 1962 al inaugurar el Doral Golf Resort & Spa.
De inmediato, el Doral Golf Resort & Spa se constituyó en un destino favorito para los visitantes de la zona, tendencia que se incrementó debido a la realización del primer torneo abierto de golf en 1964 (Doral Open Invitational, actual WGC-Campeonato Cadillac), y la apertura de un centro de esquí en 1987.
Posteriormente, Bill Kaskel (nieto de Doris y Alfred Kaskel) desarrolla una empresa conjunta con Lennar Homes para construir Doral Park.
A partir de aquel momento, grupos de familias jóvenes comenzaron a poblar la zona, lo cual motivó a las autoridades del condado a sancionar diferentes leyes para regular la construcción, y proteger de esta forma los campos de golf.
En 1989 se conformó la West Dade Federation of Homeowner Associations, bajo la dirección de Morgan Levy, con el objetivo de garantizar el bienestar de la comunidad, resultando de ello la creación de un módulo de policías, la construcción de jardines, caminos y el mejoramiento del servicio de iluminación.
En 1996 se llevó a cabo la primera elección del Concejo Comunitario, el cual resultó compuesto por José "Pepe" Cancio, Mario Pita y Bárbara B. Thomas.
En enero de 2003 se realizaron unos comicios en los que los habitantes de Doral votaron a favor del establecimiento de un gobierno local independiente. Luego, en junio del mismo año, el 92% de la población de Doral se pronunció a favor de la Constitución de la ciudad y eligió a su primer alcalde (Juan Carlos Bermúdez) y los miembros del Concejo Municipal (Mike DiPietro, Sandra Ruiz y Robert Van).
Doral se constituyó en uno de los 34 municipios del condado Miami-Dade el 24 de junio de 2003. Según el censo del año 2000, la población era de 20 mil 438 habitantes, número que se incrementó en 2008, cuando se censó una población de 39 mil 011 personas, de las cuales 67,44% eran latinos, por lo que es considerada una de las ciudades de mayor crecimiento en Miami-Dade.

## Geografía
Doral se encuentra ubicada en las coordenadas 25°48′55″N 80°21′29″O / 25.81528, -80.35806. Según la Oficina del Censo de los Estados Unidos, Doral tiene una superficie total de 39,37 km², de la cual 35,94 km² corresponden a tierra firme y (8,7%) 3,42 km² es agua.

## Demografía
Según el censo de 2010, había 45.704 personas residiendo en Doral. La densidad de población era de 1.161,02 hab./km². De los 45.704 habitantes, Doral estaba compuesto por el 88,73% blancos, el 2,49% eran afroamericanos, el 0,12% eran amerindios, el 3,57% eran asiáticos, el 0,02% eran isleños del Pacífico, el 2,99% eran de otras razas y el 2,08% pertenecían a dos o más razas.
Del total de la población el 79,52% eran hispanos o latinos de cualquier raza, y el grupo nacional más numeroso eran las personas de origen venezolano (20,6%). Es la ciudad estadounidense con mayor proporción de venezolanos, lo cual se refleja en la oferta gastronómica, los diarios locales e incluso en una avenida que lleva el nombre de José Luis Rodríguez "El Puma", razones por las que ha llegado a ser llamada «Doralzuela».
La municipalidad de Doral, mediante resolución 13-048 de 18 de marzo de 2013 ha reconocido el español como "la segunda lengua oficial más usada y hablada en la ciudad". [cita requerida]

## Sistema de gobierno
Desde la fecha de incorporación como municipio del condado de Miami-Dade, Doral ha operado bajo la forma del Alcalde-Concejo-Encargado de gobierno.
La formulación de políticas y la autoridad legislativa se halla en manos de un concejo compuesto por el alcalde y cuatro miembros del concejo. El Concejo se encarga, entre otras cosas, de la aprobación de ordenanzas y resoluciones, la aprobación del presupuesto anual, el nombramiento del Administrador de la Ciudad, el Secretario Municipal y el Fiscal de la Ciudad.
El Administrador de la Ciudad es responsable de llevar a cabo las políticas y ordenanzas del Concejo; supervisar las operaciones diarias del gobierno, y la designación de los jefes de diversos departamentos.
La ciudad de Doral ofrece una amplia gama de servicios a través de sus diferentes departamentos:
- Oficina del Administrador Municipal.
- Oficina del Secretario Municipal.
- Departamento de Finanzas.
- Departamento de Desarrollo Comunitario.
- Departamento de Obras Públicas.
- Departamento de Parques y Recreación.
- Departamento de Policía.

### Gobierno del condado
La ciudad de Doral tiene la sede del Departamento de Policía de Miami-Dade y el Midwest District Station del departamento. Doral tiene la sede del Departamento de Bomberos y Rescate de Miami-Dade.

## Economía
La empresa Carnival Corporation y su filial Carnival Cruise Lines tienen sus sedes en Doral.
Doral es también sede de la empresa más grande del estado de la Florida, World Fuel Services.
También es sede de numerosas Empresas Inmobiliaras como IRG Corporation
Comando Sur de Estados Unidos también tiene su sede en Doral.

## Diarios
Doral tiene las sedes del The Miami Herald, El Nuevo Herald, El Venezolano y Doral News.

## Educación
El distrito escolar del Condado de Miami-Dade gestiona la educación pública en el condado. Los residentes de la ciudad son dirigidos a alguna de las siguientes instituciones:
Escuelas públicas del Condado de Miami-Dade
- Eugenia B. Thomas. K–8 Center

- Escuela Secundaria Superior Ronald W. Reagan/Doral

- Dr. Rolando Espinosa K-8 Center

- John I. Smith K-8 Center

Escuelas autónomas
- Escuela Secundaria Doral Academy

- Escuela Intermedia Autónoma Doral Academy

- Academia de Tecnología de Doral

- Renaissance Elementary Charter School

- Renaissance Middle Charter School

### Universidades
- Universidad Carlos Albizu

- Universidad de Miami Dade - Campus Oeste

- Universidad Millennia Atlantic

- Universidad West Coast

- Universidad César Vallejo

- Universidad Polytechnic

- Universidad San Ignacio

### Bibliotecas públicas
El Sistema de Bibliotecas Públicas de Miami-Dade opera en Doral, que volvió a inaugurarse en el 5 de julio de 2003, después de una expansión en el Doral Isles Shopping Center. Además, el sistema opera el International Mall Branch en Doral, con un área de 7500 pies cuadrados. Esta biblioteca fue la segunda en abrir después de la biblioteca principal en 1985.

## Código postal
- 33172
- 33178
- 33174
- 33166